# Henri Demuth

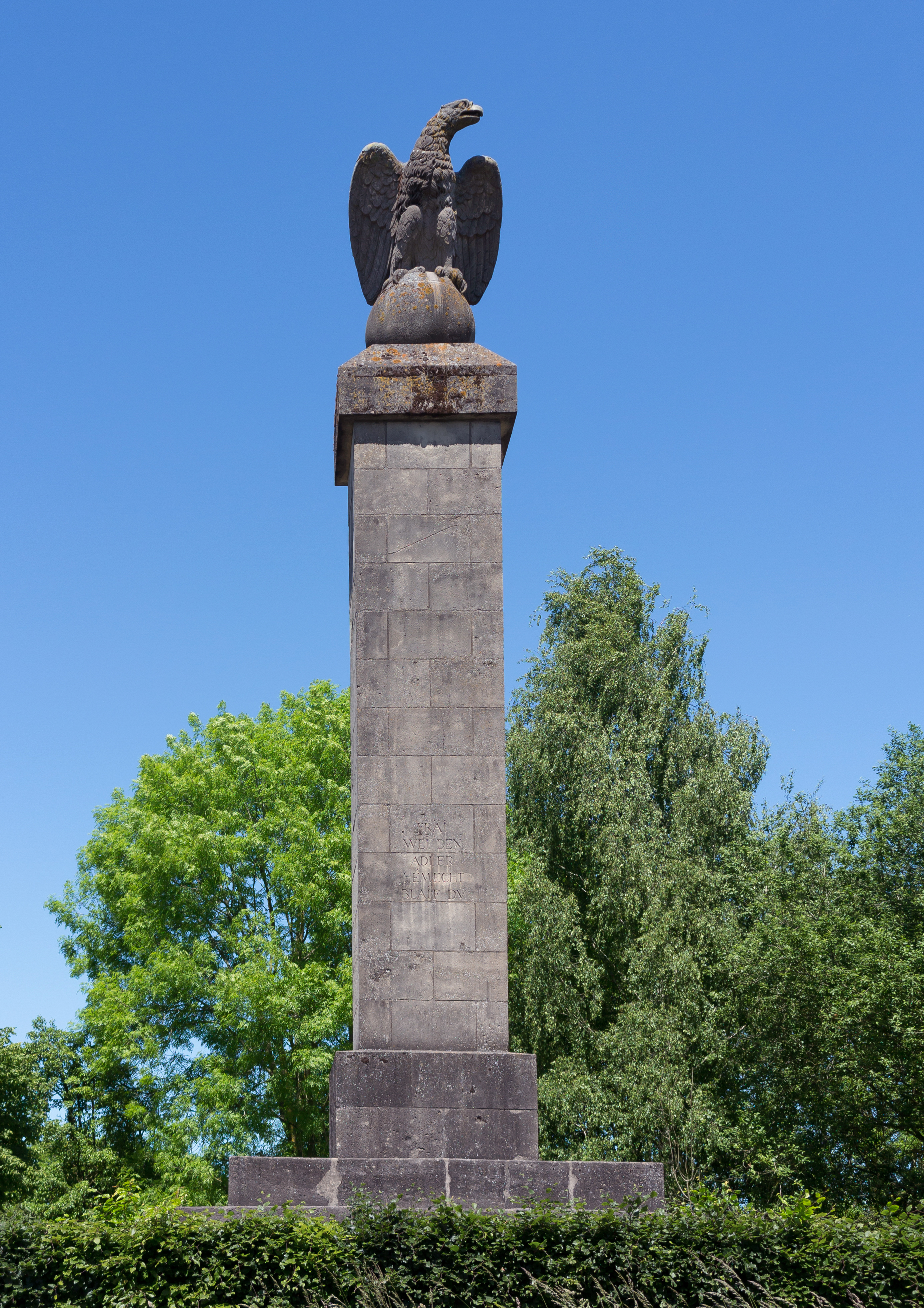
Romeins monument met adelaar, Dalheim

Henri Demuth (Schoenfels, 4 februari 1884 – Muhlenbach, 20 april 1961) was een Luxemburgs beeldhouwer en onderwijzer.

## Leven en werk
Henri Demuth was een zoon van onderwijzer Johann Baptist Demuth en Maria Jungels. Hij werd opgeleid aan het École d'artisans de l'État als leerling van Jean-Baptiste Wercollier. Hij studeerde verder aan de École nationale supérieure des arts décoratifs in Parijs, waar hij in 1904 een eerste prijs behaalde. Demuth vestigde zich als houtbeeldhouwer en steenbeeldhouwer in Rollingergrund.
Hij nam deel aan de Exposition internationale des arts décoratifs et industriels modernes, de wereldtentoonstelling van 1925 in Parijs en ontving daar een vermelding van de jury. In 1926 werd Demuth lid van de Cercle Artistique de Luxembourg. Hij kreeg een aanstelling als chargé de cours en werd later professeur (1931) aan de École d'artisans, tot zijn leerlingen behoorde Pierre Berchem. In 1946 ging Demuth als docent met pensioen. Hij werkte nadien nog als uitvoerder voor onder anderen Charlotte Engels, Léon Nosbusch en Auguste Trémont. 
Henri Demuth overleed op 77-jarige leeftijd, hij werd begraven in Rollingergrund.

## Enkele werken
- 1931-1932 uitvoering van het Michel Rodange-monument aan de Place Guillaume II in Luxemburg-Stad, naar een ontwerp van Jean Curot. Uitgevoerd met Ernest Grosber.[9] Jean-Théodore Mergen maakte het medaillonportret van Rodange.
- 1934 uitvoering van de figuurvullingen voor de nieuwe kansel van de parochiekerk in Limpertsberg, naar een ontwerp van Jean-Baptiste Wercollier.[10]
- 1948 uitvoering Aux Héros de la Force armée Morts pour la Patrie in Luxemburg-Stad, naar een ontwerp van Auguste Trémont.[11]
- 1952 uitvoering hoogaltaar met de symbolen van de vier evangelisten voor de Sint-Willibrordbasiliek in Echternach, naar een ontwerp van Auguste Trémont.[12]
- 1953 uitvoering beeldengroep Trinité sur Terre voor de gevel van het Pensionnat de la Ste Famille in Luxemburg-Stad, naar een ontwerp van Leon Nosbusch.[13]
- 1953 uitvoering wapenschild in reliëf, boven het hoofdportaal van de Sint-Willibrordbasiliek in Echternach. Met twee wapens, van de voormalige 'Reichsabtei' (tweekoppige adelaar) en het wapen van de stad Echternach, naar een ontwerp van Charlotte Engels.[14]
- 1953-1955 uitvoering Onze-Lieve-Vrouw van Troost voor het Mariaportaal van de kathedraal van Luxemburg, naar een ontwerp van Auguste Trémont.[15]
- 1955-1957: adelaar voor het Romeins monument in Dalheim, samen met Léon Nosbusch.[16]

- Musée national d'archéologie, d'histoire et d'art: lkl000122